# Punta Odontoceto
Punta Odontoceto ist eine Landspitze im Norden der Livingston-Insel im Archipel der Südlichen Shetlandinseln. Auf der Ostseite des Kap Shirreff, dem nördlichen Ausläufer der Johannes-Paul-II.-Halbinsel, liegt sie östlich des Playa Maderas.
Wissenschaftler der 45. Chilenischen Antarktisexpedition (1990–1991) benannten sie nach den Überresten eines Zahnwals (Odontoceti), die sie hier gefunden hatten.